# Juan Carlos Irurieta
Juan Carlos Irurieta (fl. XX secolo) è stato un calciatore argentino, di ruolo attaccante.

## Caratteristiche tecniche
Giocava come centravanti.

## Carriera

### Club
La prima squadra di Irurieta in massima serie argentina fu l'Argentino di Quilmes: con tale formazione si guadagnò la convocazione in Nazionale. Nel 1926 passò al River Plate, esordendo con la nuova maglia il 4 aprile 1926, giorno del primo turno della Primera División 1926, contro l'Atlanta; segnò una doppietta alla seconda giornata (25 aprile) contro l'Argentino del Sud. A fine campionato si rivelò essere il miglior realizzatore del club, con 14 reti in 22 partite giocate. Si trasferì all'Estudiantes di La Plata in vista della Primera División 1927; debuttò in tale competizione il 10 aprile contro l'Independiente, segnando un gol al 55º minuto. Dopo 3 incontri e 2 reti tornò al River Plate, giocando contro lo Sportivo Barracas il 22 maggio; fu poi reintegrato nella rosa dell'Estudiantes, con cui concluse il torneo. Fece parte della prima linea dell'Estudiantes anche nella stagione 1928, segnalandosi come uno dei migliori marcatori del campionato (le 26 reti in 33 incontri lo resero il più prolifico della sua squadra, davanti ad Alejandro Scopelli con 25). Per il Concurso Estímulo 1929 giocò nel River Plate, segnando 3 gol in 9 presenze. Nel 1931 passò all'All Boys, squadra di seconda divisione; con i bianco-neri giocò 20 partite, segnando almeno 12 gol e contribuendo alla promozione in massima serie. Nella stagione seguente, giocata nella prima divisione dilettantistica, fu capocannoniere assoluto con 23 gol.

### Nazionale
Irurieta debuttò in Nazionale il 22 luglio 1923 a Montevideo contro l'Uruguay, nella partita valida per il Gran Premio de Honor Uruguayo. Il 16 novembre 1924 giocò, sempre contro l'Uruguay, la Copa Confraternidad Rioplatense. Nel 1925 fu convocato per il Campeonato Sudamericano di Buenos Aires; vi disputò due incontri, entrambi con il Paraguay, segnando il gol del 3-1 al 63º minuto della partita del 20 dicembre. Tornò in Nazionale nel maggio 1932, in occasione di due amichevoli con l'Uruguay.

## Statistiche

### Cronologia presenze e reti in Nazionale
| Cronologia completa delle presenze e delle reti in nazionale ― Argentina | Cronologia completa delle presenze e delle reti in nazionale ― Argentina | Cronologia completa delle presenze e delle reti in nazionale ― Argentina | Cronologia completa delle presenze e delle reti in nazionale ― Argentina | Cronologia completa delle presenze e delle reti in nazionale ― Argentina | Cronologia completa delle presenze e delle reti in nazionale ― Argentina | Cronologia completa delle presenze e delle reti in nazionale ― Argentina | Cronologia completa delle presenze e delle reti in nazionale ― Argentina |
| Data                                                                     | Città                                                                    | In casa                                                                  | Risultato                                                                | Ospiti                                                                   | Competizione                                                             | Reti                                                                     | Note                                                                     |
| ------------------------------------------------------------------------ | ------------------------------------------------------------------------ | ------------------------------------------------------------------------ | ------------------------------------------------------------------------ | ------------------------------------------------------------------------ | ------------------------------------------------------------------------ | ------------------------------------------------------------------------ | ------------------------------------------------------------------------ |
| 22/07/1923                                                               | Montevideo                                                               | Uruguay                                                                  | 2 – 2                                                                    | Argentina                                                                | Gran Premio de Honor Uruguayo                                            | 1                                                                        |                                                                          |
| 16/11/1924                                                               | Montevideo                                                               | Uruguay                                                                  | 0 – 1                                                                    | Argentina                                                                | Copa Confraternidad Rioplatense                                          | 1                                                                        |                                                                          |
| 29/11/1925                                                               | Buenos Aires                                                             | Argentina                                                                | 2 – 0                                                                    | Paraguay                                                                 | Campeonato Sudamericano de Football                                      | 0                                                                        |                                                                          |
| 20/12/1925                                                               | Buenos Aires                                                             | Argentina                                                                | 3 – 1                                                                    | Paraguay                                                                 | Campeonato Sudamericano de Football                                      | 1                                                                        |                                                                          |
| 15/05/1932                                                               | Buenos Aires                                                             | Argentina                                                                | 2 – 0                                                                    | Uruguay                                                                  | Amichevole                                                               | 1                                                                        |                                                                          |
| 18/05/1932                                                               | Montevideo                                                               | Uruguay                                                                  | 1 – 0                                                                    | Argentina                                                                | Amichevole                                                               | 0                                                                        |                                                                          |
| Totale                                                                   |                                                                          | Presenze                                                                 | 6                                                                        |                                                                          | Reti                                                                     | 4                                                                        |                                                                          |

## Palmarès

### Nazionale
- Campeonato Sudamericano de Football: 1

Argentina 1925

### Individuale
- Capocannoniere della Primera División (AAF): 1

1932 (23 gol)